# Koptisch-katholische Kirche
Die koptisch-katholische Kirche ist die römisch-katholische Kirche eigenen Rechts des koptischen Ritus mit etwa 166.000 Gläubigen in Ägypten und einer kleinen Diaspora. Sie ist als katholische Ostkirche das mit dem römischen Papst vereinte Pendant der wesentlich größeren altorientalischen koptisch-orthodoxen Kirche. Oberhaupt ist der Patriarch von Alexandrien und der Kopten mit Sitz in Kairo, derzeit Patriarch Ibrahim Isaac Sidrak.
Die koptisch-katholische Kathedrale von Kairo Unsere Liebe Frau von Ägypten befindet sich im modernen Stadtteil Nasr City (Mohamed Deab Street).

## Geschichte
Bei der Einigungsbestrebung des Konziles von Florenz kam es am 4. Februar 1442 auch zwischen der römisch-katholischen Kirche und der koptischen Kirche zum Abschluss eines Unionsvertrages (Cantate Domino), welcher jedoch zunächst ohne Folgen blieb. Erst 1741 verbanden sich der koptische Bischof von Jerusalem Amba Athanasius und etwa 2.000 Gläubige mit Rom unter Papst Benedikt XIV.
Nach einem erfolglosen Versuch 1824 unter Papst Leo XII. wurde das alexandrinische Patriarchat der koptisch-katholischen Kirche durch Leo XIII. 1895 neu errichtet. Es blieb von der Unterstützung durch Rom und das Abendland abhängig. Erster Patriarch wurde 1899 Georges Macaire (1866–1921) unter dem Namen Kyrillos II. [sic!], musste jedoch schon 1908 demissionieren. Wegen kircheninterner Probleme blieb der Stuhl des Patriarchen zwischen 1908 und 1927 unbesetzt. Nach einer erneuten Probezeit von 20 Jahren konnte das Patriarchat ab 1947 endgültig errichtet werden. Als Zeichen der Einheit mit dem römischen Papst werden die koptisch-katholischen Patriarchen von Alexandria auch Kardinäle und somit papstwahlberechtigt. So war der aus gesundheitlichen Gründen zurückgetretene Alt-Patriarch Antonios Kardinal Naguib Teilnehmer des Konklaves 2013, während zeitgleich sein Nachfolger inthronisiert wurde.

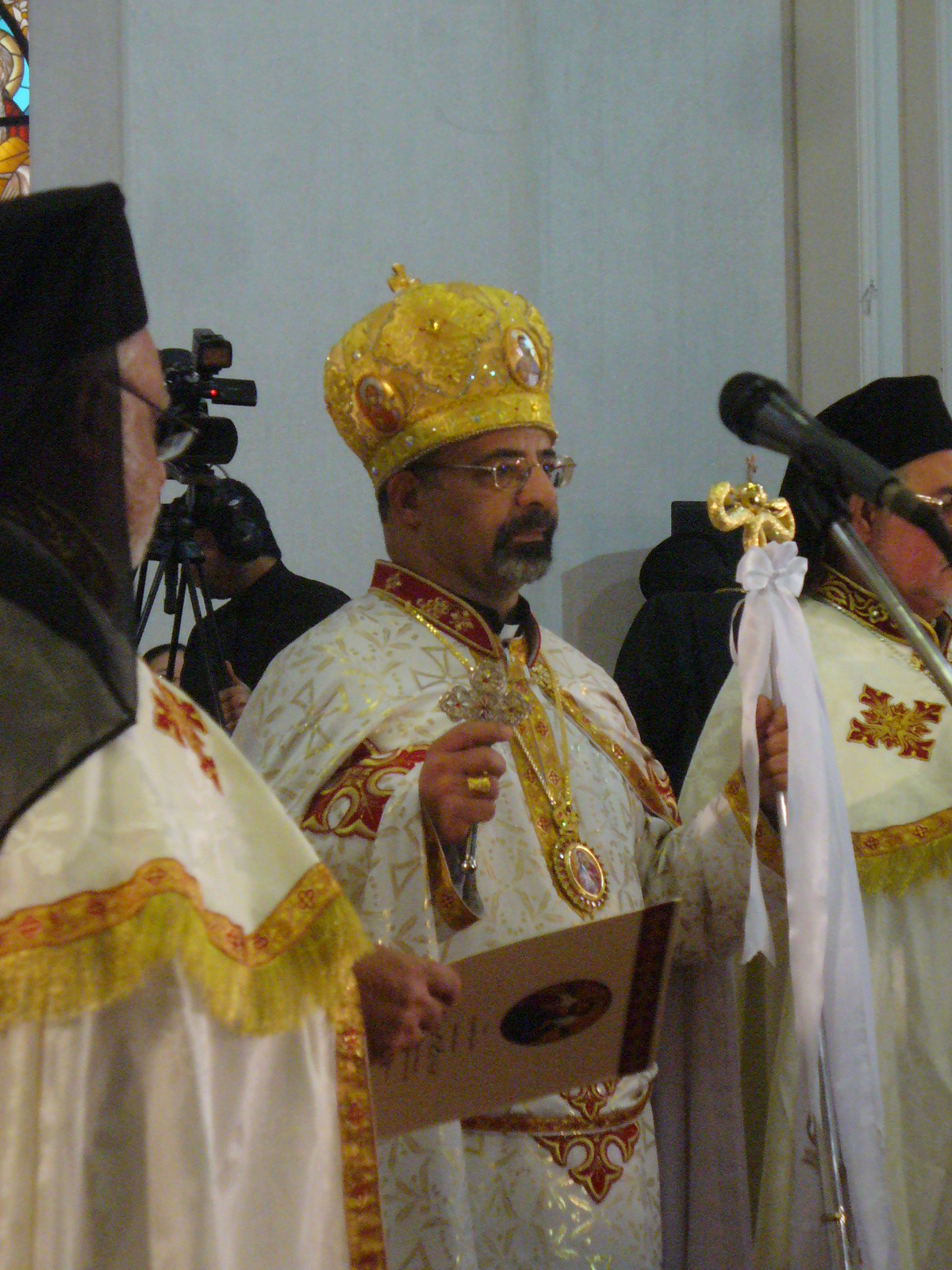
Der koptisch-katholische Patriarch Ibrahim Isaac Sidrak bei seiner Inthronisation am 12. März 2013 in der Kathedrale von Kairo

Beim Besuch von Papst Johannes Paul II. in Ägypten im Jahre 2000 fand eine ökumenische Begegnung statt. Bei der Inthronisation des neuen Patriarchen am 12. März 2013 kam es zu einer historischen Umarmung von Patriarch Ibrahim mit dem koptischen Papst Tawadros II.

## Diözesen
Die koptisch-katholische Kirche zählt derzeit folgende Bistümer:
- Eparchie Alexandria
- Eparchie Gizeh
- Eparchie Luxor
- Eparchie Minya
- Eparchie Assiut
- Eparchie Sohag
- Eparchie Ismayliah
- Eparchie Abu Qurqas
- Eparchie Al Qusia